# Чаоджоу (Тайван)
Чаоджоу (на китайски: 潮州; на пинин: Cháozhōu) е град в окръг Пиндун, южен Тайван. Населението му е около 55 000 души (2014).
Разположен е на 10 метра надморска височина в Пиндунската равнина, на 14 километра североизточно от бреговете на Тайванския проток и на 28 километра източно от централната част на град Гаосюн. Селището е основано през 1724 година от заселници от гуандунския Чаоджоу, но днес преобладаващия език в града е тайванският.

## Известни личности
Родени в Чаоджоу
- Анг Лий (р. 1954), режисьор